# Model de Michigan
El model de Michigan o psicosociològic sobre el comportament electoral es va plantejar com a contraproposta al model de Colúmbia als anys 1950 en el Michigan University Research Center amb la iniciativa d'Angus Campbell i basant-se en els supòsits teòrics del psicòleg Gestalt Kurt Lewin. Un estudi sobre les actituds respecte a la política exterior dels EUA va mostrar com era de determinant per a l'elecció del vot l'orientació positiva o negativa de l'electorat cap als objectes polítics. Si els candidats o partits polítics coincidien amb les actituds de l'elector, aquest els votaria, mentre que si no coincidien, s'abstindria.
Dels objectes polítics, el que més destaca en el model de Michigan són els partits polítics, ja que produeixen la identificació partidista. Aquesta explica com de pròxim o distant se sent el votant respecte al partit demòcrata o republicà dels EUA, o a una ideologia a Europa. La identificació partidista és determinant sobre el vot de l'elector, a més li indueix a buscar un vincle estable i durador amb el partit, que afermi les seves actituds, i a votar-lo de manera habitual.
Les actituds es formen des de la socialització primària, i es modelen en la socialització secundària. S'entén que l'individu és partícip de la seva configuració, és doncs un agent polític. Els sentiments o afectes, com la simpatia o rebuig, cap als objectes polítics són un dels components de les actituds. Aquests expliquen fonamentalment l'activació i desafecció política. Les actituds també es formen per components cognitius, és a dir el coneixement i la informació, i components avaluatius. Els objectes polítics principals en el model de Michigan són els partits polítics, els candidats, programes polítics, temes d'interès, el mateix sistema polític, la informació política, entre d'altres.